# Abdulkareem Al-Qahtani
Abdulkareem Al-Qahtani (Riad, 9 de febrero de 1993) es un futbolista saudita que juega en la demarcación de centrocampista para el Al-Wehda Club de la Liga Profesional Saudí.

## Selección nacional
El 31 de diciembre de 2013 hizo su debut con la selección de Arabia Saudita en un partido del Campeonato de la WAFF 2014 contra Catar que finalizó con un resultado de 4-1 a favor del combinado catarí tras el gol de Mohammed Majrashi para el combinado saudita, y dobletes de Boualem Khoukhi y Adel Ahmed para el combinado catarí. Además disputó el Campeonato de la WAFF 2019.

## Clubes
| Club                | País           | Año       | Partidos | Goles |
| ------------------- | -------------- | --------- | -------- | ----- |
| Al Hilal SFC        | Arabia Saudita | 2015-2016 | 4        | 1     |
| Al Raed FC (cedido) | Arabia Saudita | 2016-2017 | 28       | 4     |
| Al-Fayha FC         | Arabia Saudita | 2017-2020 | 50       | 4     |
| Al-Wehda Club       | Arabia Saudita | 2020-2021 | 3        | 0     |
| Al-Tai FC (cedido)  | Arabia Saudita | 2021-2022 | 11       | 0     |
| Al-Wehda Club       | Arabia Saudita | 2022-     | 8        | 0     |